# Echoortung
Echoortung oder auch Echolokation ist die Erkennung der Lage und Art von Objekten durch Aussenden von Schall- oder Radiowellen und Analyse der von den Objekten reflektierten Wellen. Das Verfahren findet sowohl bei Tieren als auch in der Technik – und bei blinden Menschen (mit Zungen-Klick, dem sog. Klicksonar) – Anwendung.

## Prinzip der Echoortung
In der Echoortung werden Schall- oder Radiowellen aktiv ausgesendet. Treffen die Wellen auf ein Hindernis, werden sie zurückgeworfen. Aus der Laufzeit der Wellen kann dann die Entfernung zum Hindernis ermittelt werden. Auch die genaue Richtung, in der sich das Hindernis befindet, kann ermittelt werden, sowie die Größe des Hindernisses.
Die Bestimmung der Richtung, aus der die Echos eintreffen, kann mit Hilfe mehrerer Empfänger an unterschiedlichen Stellen erfolgen. Aus den Laufzeitunterschieden zwischen den Empfängern kann dann die Richtung des Echos und damit die Richtung des Hindernisses bestimmt werden.
Eine Alternative zur Verwendung mehrerer Empfänger ist die Verwendung von schwenkbaren Sendern und Empfängern und das Senden von gebündelten Signalen. Dann werden jeweils nur Hindernisse erfasst, die sich gerade in der Richtung der „Sendekeule“ befinden. Die Sende- und Empfangsrichtung entspricht dann der Richtung des Hindernisses.
Um nach dem Senden eines Wellenpakets nicht warten zu müssen, bis alle Reflexionen eingetroffen sind, kann der Sender auch kontinuierlich senden, aber mit zeitabhängiger Frequenz. Aus der Frequenz, mit der ein Echo am Empfänger eintrifft, ergibt sich der Zeitpunkt, zu dem diese Frequenz gesendet wurde und hieraus die Laufzeit und damit die Entfernung des Hindernisses. Den gleichen Effekt kann man auch durch das Senden zeitabhängiger Codes erreichen. Indem der Empfänger vergleicht, zu welchem Zeitpunkt der gerade empfangene Code versendet wurde, kann er die Laufzeit und daraus die Entfernung bestimmen.

## Anwendung der Echoortung in der Technik
Der Mensch hat sich die Echoortung durch mehrere Techniken zu Nutze gemacht.
- Beim Radar (radio detection and ranging, dt. etwa ‚Auffinden und Entfernungsmessung mit Radiowellen‘) werden hochfrequente Radiowellen ausgesendet. Die Radiowellen werden nur von metallischen Objekten optimal zurückgeworfen. Die hauptsächliche Anwendung liegt in der Luft- und Schifffahrt.
- Sonar ist ein englisches Akronym von sound, navigation and ranging, was so viel heißt wie Schallnavigation und Distanzmessung. Mit Sonar lassen sich Objekte – vor allem unter Wasser – orten und vermessen.
- Das Echolot ist im Grunde eine einfache Form des Sonars zur Bestimmung von Gewässertiefen, es kann aber auch zum Aufspüren von Fischschwärmen genutzt werden.
- Geophysik – zur Erkundung des Untergrundes z. B. zum Aufspüren von Erdöllagerstätten werden Sprengungen oder Vibrationen ausgelöst, deren Reflexionen aus dem Untergrund aufgezeichnet werden
- verschiedene Lichtechoverfahren (Lidar, Laserscanner, TOF (time of flight), PMD-Sensor)

## Anwendung der Echoortung in der Natur
- Hauptartikel: Echoortung (Tiere)
- Hauptartikel: menschliche Echoortung. Viele blinde Menschen nutzen die menschliche Echoortung durch technische oder mechanische Hilfsmittel oder mittels Zungenklick (Klicksonar), um ihre Wahrnehmung zu erweitern und Orientierung zu verbessern.